# Galearis fauriei
Galearis fauriei är en orkidéart som först beskrevs av Achille Eugène Finet, och fick sitt nu gällande namn av Peter Francis Hunt. Galearis fauriei ingår i släktet Galearis och familjen orkidéer. Inga underarter finns listade i Catalogue of Life.

## Bildgalleri

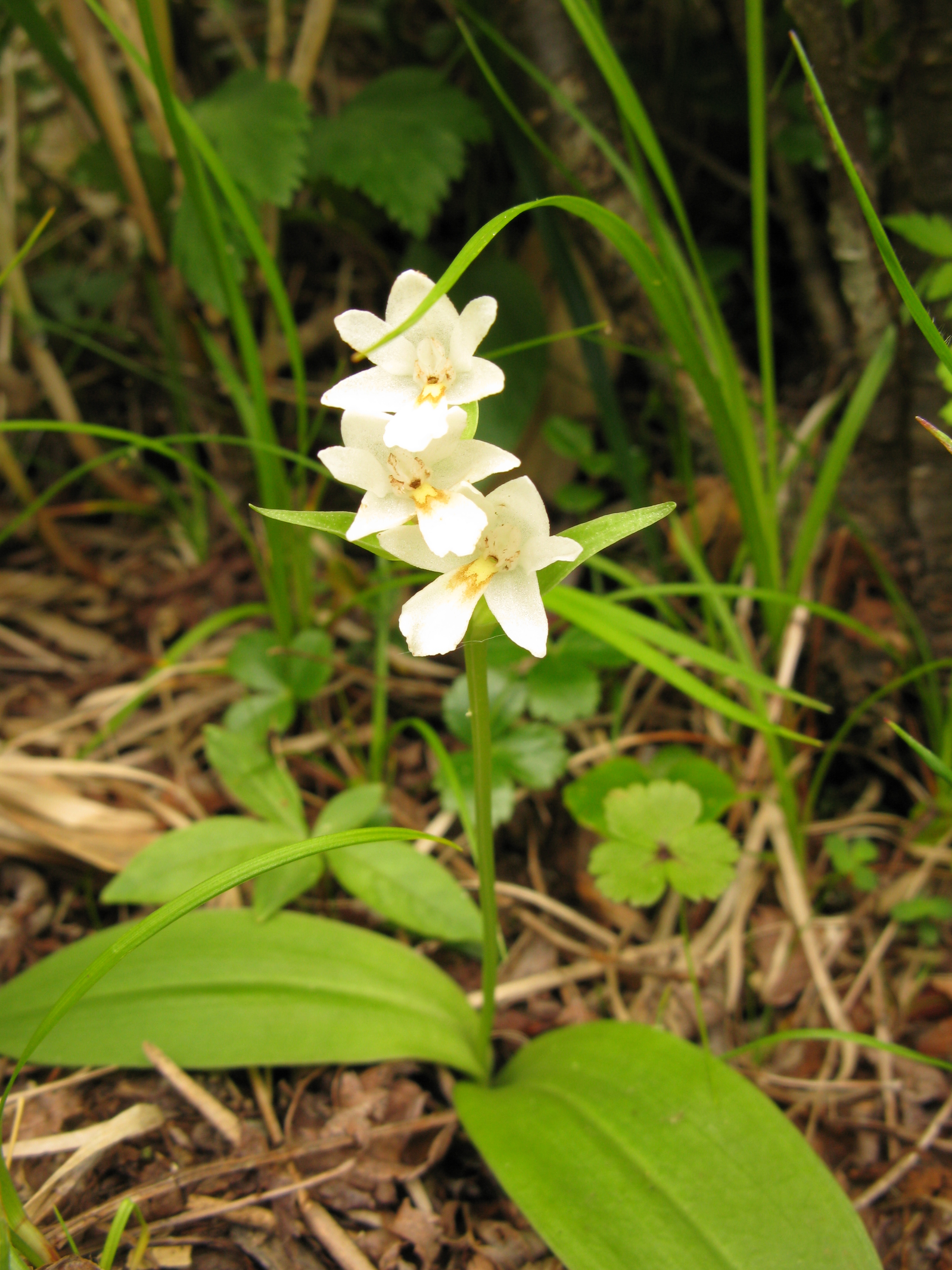
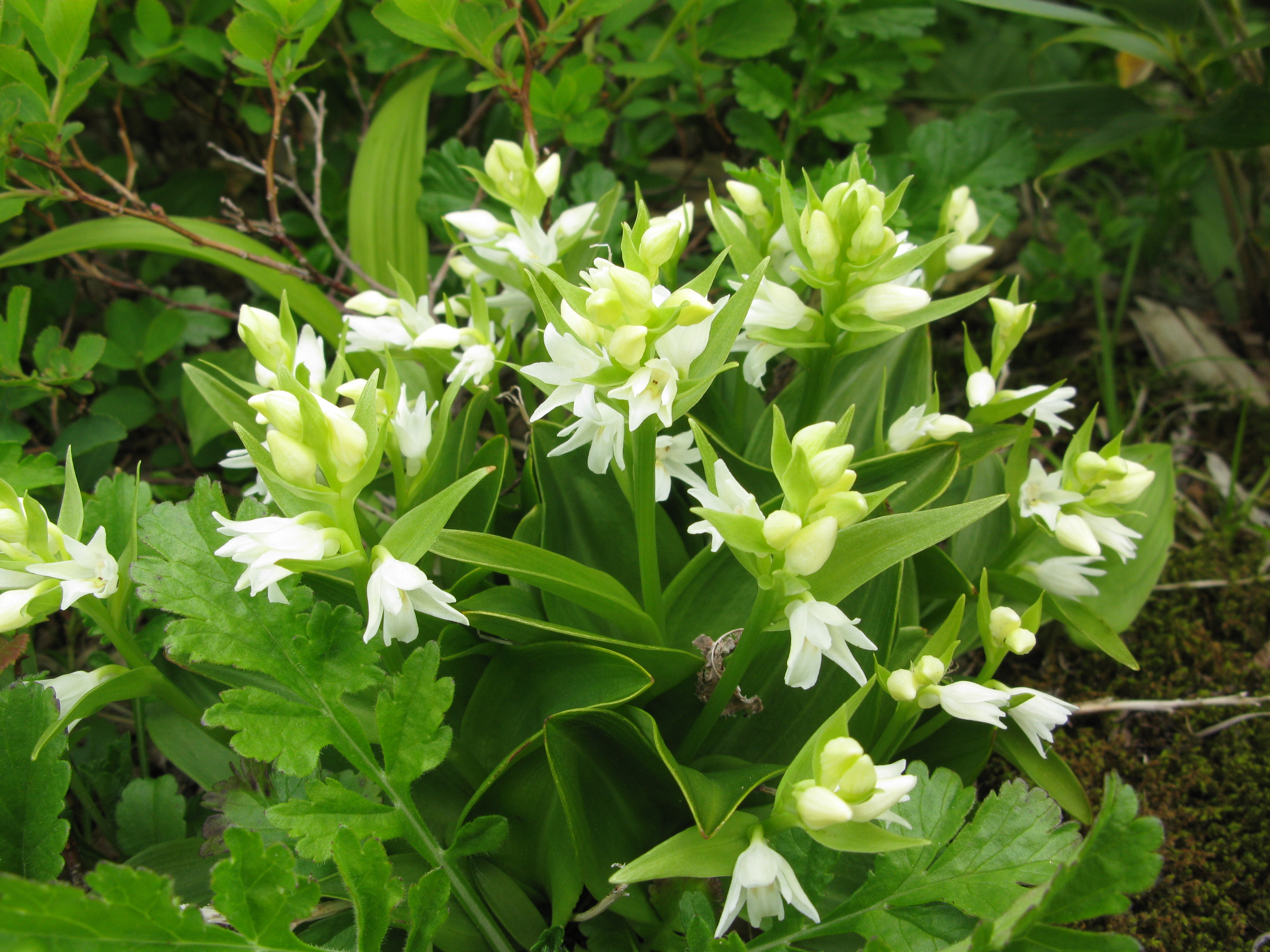